# Guinea-bissauische Fußballnationalmannschaft der Frauen
Die guinea-bissauische Frauenfußballnationalmannschaft ist eine Auswahlmannschaft der Federação de Futebol da Guiné-Bissau, die das Land Guinea-Bissau auf internationaler Ebene bei Frauen-Länderspielen vertritt. Die Mannschaft nahm bislang nur an der Westafrikameisterschaft und an der Qualifikation zum Afrika-Cup teil, jedoch nicht am Afrika-Cup selbst oder an Weltmeisterschaften. Derzeitiger Trainer ist Lassana Cassama.

## Geschichte
Das erste Spiel der Mannschaft war ein Testspiel gegen Guinea am 28. Oktober 2006, das 1:1 endete. Guinea-Bissau meldete sich zwar zunächst für die Qualifikation zur Afrikameisterschaft 2014 an, zog seine Teilnahme allerdings zurück. Bei der Westafrikameisterschaft 2020 verlor die Mannschaft alle drei Gruppenspiele gegen Liberia, Gambia und Malia und schied damit als Gruppenletzter aus. Bei der Qualifikation zum Afrika-Cup 2022 erzielte Guinea-Bissau in der ersten Runde zwei Siege gegen Mauretanien, verpasste allerdings nach zwei Niederlagen gegen Burkina Faso in der zweiten Runde die Qualifikation. Guinea-Bissau erreichte bei der Westafrikameisterschaft 2023 nach einem Sieg gegen Mauretanien und einer Niederlage gegen Kap Verde erstmals das Halbfinale. Dieses wurde gegen Senegal verloren, ebenso unterlag man im Spiel um Platz drei gegen Gambia. Die Qualifikation zum Afrika-Cup 2025 gelang nach zwei Niederlagen gegen die Republik Kongo nicht.

## Turniere

### Weltmeisterschaft
- 1991 bis 2027 – nicht teilgenommen

### Afrika-Cup
- 1991 bis 2012 – nicht teilgenommen
- 2014 – Teilnahme zurückgezogen
- 2016 bis 2020 – nicht teilgenommen
- 2022 – nicht qualifiziert
- 2025 – nicht qualifiziert
- 2026 – nicht teilgenommen

### Westafrikameisterschaft
- 2020 – Gruppenphase
- 2023 – Vierter Platz